# ラス・パルマス・デ・グラン・カナリア
ラス・パルマス・デ・グラン・カナリア（Las Palmas de Gran Canaria）は、スペイン・カナリア諸島州ラス・パルマス県のムニシピオ（基礎自治体）。グラン・カナリア島北部に位置する。サンタ・クルス・デ・テネリフェと共同でカナリア諸島州の州都となっており、ラス・パルマス県の県都でもある。38万人の人口は州内で最大で、スペイン全土で第9位である。

## 歴史
この都市の建設は1478年6月24日、カスティーリャの船長フアン・レホンがグラン・カナリア島の征服を始めたときにさかのぼる。都市は「エル・レアル・デ・ラス・パルマス」（ヤシの陣地）という名前で、ヤシの木があった場所に建てられた。先住民のグアンチェ族との戦いは5年間続き、双方に大量の死者を出したのち、1483年にグラン・カナリア島はスペイン王国に統合された。
町は成長を続け、島の政治・行政の中心地となった。数世紀間は経済の重要な中心地でもあり、サトウキビの取引とヨーロッパやアメリカへの農産物の輸出に支えられていた。景気のよいこの時代、町は何度も海賊に襲われ、襲撃は18世紀まで続いた。

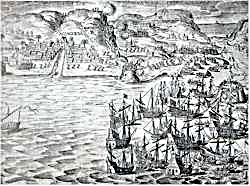
1599年のオランダ海賊による襲撃

1595年10月、イギリスの海賊フランシス・ドレークとジョン・ホーキンスの私掠船に襲われ持ちこたえたが、4年後にはオランダ人に町を掠奪され放火された。
19世紀には自由港が設立され、経済への大きな刺激となった。この特別な経済制度によってカナリア諸島の経済関係は発展し、港に来航する船の数が際立って増えた。この時期には観光業も生まれ、島で最高級のサンタ・カタリーナ・ホテルが1890年に開業した。
1957年から航空機時代が始まり、54人の乗客を乗せた最初の飛行機がガンド空港（グラン・カナリア国際空港）に着陸した。今日では観光業はグラン・カナリア島の経済の主要な原動力となっているが、観光の発展は日光の強い島南部に限られている。1989年にはラス・パルマス・デ・グラン・カナリア大学が設立された。

## 人口
| ラス・パルマス・デ・グラン・カナリアの人口推移 1900－2010 |
|                                                           |
| 出典:INE（スペイン国立統計局）1900年 - 1991年、1996年 -   |

注: 1940年代の人口増加分には、年代前半に合併された自治体サン・ロレンソの人口が含まれている

## 気候
ラス・パルマスは亜熱帯とステップ気候の特徴を持ち、地中海性気候の降水パターンを持つ。暖かく乾燥した夏、適度に温暖な冬を持つ。
平均の相対湿度は68％で、3月は65％、10月は71％と変動がある。
| ラス・パルマス・デ・グラン・カナリアの気候               | ラス・パルマス・デ・グラン・カナリアの気候 | ラス・パルマス・デ・グラン・カナリアの気候 | ラス・パルマス・デ・グラン・カナリアの気候 | ラス・パルマス・デ・グラン・カナリアの気候 | ラス・パルマス・デ・グラン・カナリアの気候 | ラス・パルマス・デ・グラン・カナリアの気候 | ラス・パルマス・デ・グラン・カナリアの気候 | ラス・パルマス・デ・グラン・カナリアの気候 | ラス・パルマス・デ・グラン・カナリアの気候 | ラス・パルマス・デ・グラン・カナリアの気候 | ラス・パルマス・デ・グラン・カナリアの気候 | ラス・パルマス・デ・グラン・カナリアの気候 | ラス・パルマス・デ・グラン・カナリアの気候 |
| 月                                                       | 1月                                        | 2月                                        | 3月                                        | 4月                                        | 5月                                        | 6月                                        | 7月                                        | 8月                                        | 9月                                        | 10月                                       | 11月                                       | 12月                                       | 年                                         |
| -------------------------------------------------------- | ------------------------------------------ | ------------------------------------------ | ------------------------------------------ | ------------------------------------------ | ------------------------------------------ | ------------------------------------------ | ------------------------------------------ | ------------------------------------------ | ------------------------------------------ | ------------------------------------------ | ------------------------------------------ | ------------------------------------------ | ------------------------------------------ |
| 平均最高気温 °C （°F）                                   | 20.6 (69.1)                                | 21.0 (69.8)                                | 21.8 (71.2)                                | 22.1 (71.8)                                | 23.1 (73.6)                                | 24.7 (76.5)                                | 26.5 (79.7)                                | 27.1 (80.8)                                | 27.1 (80.8)                                | 25.8 (78.4)                                | 23.8 (74.8)                                | 21.8 (71.2)                                | 23.7 (74.7)                                |
| 日平均気温 °C （°F）                                     | 17.6 (63.7)                                | 17.9 (64.2)                                | 18.6 (65.5)                                | 18.9 (66)                                  | 20.0 (68)                                  | 21.7 (71.1)                                | 23.4 (74.1)                                | 24.1 (75.4)                                | 24.1 (75.4)                                | 22.7 (72.9)                                | 20.8 (69.4)                                | 18.7 (65.7)                                | 20.7 (69.3)                                |
| 平均最低気温 °C （°F）                                   | 14.7 (58.5)                                | 14.9 (58.8)                                | 15.4 (59.7)                                | 15.7 (60.3)                                | 17.0 (62.6)                                | 18.7 (65.7)                                | 20.4 (68.7)                                | 21.2 (70.2)                                | 21.2 (70.2)                                | 19.7 (67.5)                                | 17.9 (64.2)                                | 15.7 (60.3)                                | 17.7 (63.9)                                |
| 降水量 mm （inch）                                       | 18 (0.71)                                  | 24 (0.94)                                  | 14 (0.55)                                  | 7 (0.28)                                   | 2 (0.08)                                   | 0 (0)                                      | 0 (0)                                      | 0 (0)                                      | 10 (0.39)                                  | 13 (0.51)                                  | 18 (0.71)                                  | 27 (1.06)                                  | 133 (5.24)                                 |
| 平均降水日数 （≥1 mm）                                   | 3                                          | 3                                          | 3                                          | 1                                          | 0                                          | 0                                          | 0                                          | 0                                          | 1                                          | 2                                          | 3                                          | 4                                          | 21                                         |
| 平均月間日照時間                                         | 191                                        | 192                                        | 218                                        | 224                                        | 265                                        | 281                                        | 304                                        | 294                                        | 238                                        | 218                                        | 191                                        | 189                                        | 2,805                                      |
| 出典：世界気象機関 (UN), Agencia Estatal de Meteorología |                                            |                                            |                                            |                                            |                                            |                                            |                                            |                                            |                                            |                                            |                                            |                                            |                                            |

## 名所

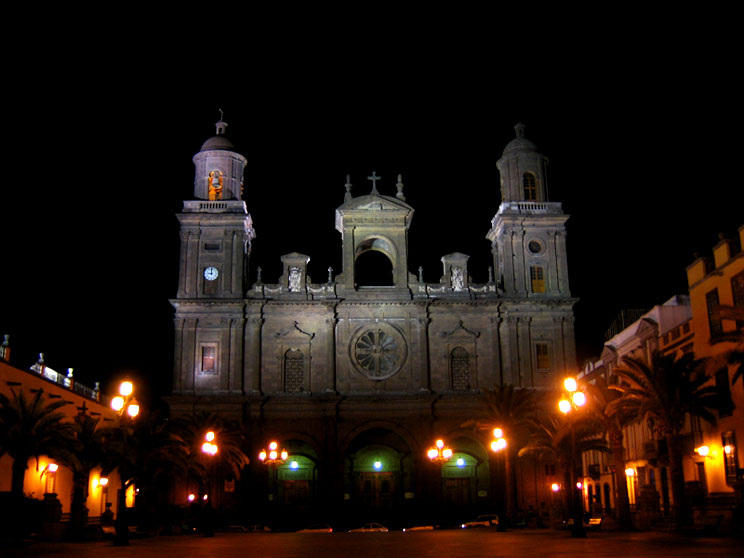
大聖堂

- カナリア諸島大聖堂（スペイン語版） - 別名サンタ・アナ大聖堂。16世紀から19世紀にかけて建設された。カナリア諸島司教区（Diócesis de Canarias）の司教座である。
- コロンブスの家 - かつて政庁として使われていた古い宮殿。クリストファー・コロンブスが滞在したことがあり、現在は新世界探検をたどる博物館として使われている[7]。
- カナリア諸島博物館 - グアンチェ族の重要な遺物を見学できる。
- ラス・カンテラス通り - ラス・カンテラス海岸に沿った散歩道。この海岸は都市の海岸としては世界一美しいもののひとつ。
- セントロ・アトランティコ・デ・アルテ・モデルノ - 現代美術館。
- ラ・ルス城 - 16世紀に海賊の攻撃から町を守るために建てられた砦。現在は催し物会場として使われる。

## 交通
グラン・カナリア空港が市街地の南18キロメートルにある。スペインやヨーロッパ各国を結ぶ路線、テネリフェ島やランサローテ島への路線がある。

## スポーツ
- CBグラン・カナリア - バスケットボールチーム
- UDラス・パルマス - サッカークラブ

## 出身人物
- ベニート・ペレス・ガルドス：作家、戯曲家
- アントニア・サン・フアン：女優
- ハビエル・バルデム：俳優
- アルフレード・クラウス：テノール歌手
- フアン・カルロス・バレロン：サッカー選手
- ヘセ・ロドリゲス：サッカー選手、歌手